# Le Rouleau-compresseur de Mickey
Pour plus de détails, voir Fiche technique et Distribution.
Le Rouleau compresseur de Mickey (Mickey's Steamroller) est un dessin animé de Mickey Mouse produit par Walt Disney pour United Artists et sorti le 16 juin 1934.

## Synopsis
Quand les neveux de Mickey grimpent dans le tracteur à vapeur de Mickey alors qu'il fait la cour à Minnie, la machine semble hors de contrôle...

## Fiche technique
- Titre original : Mickey's Steamroller ou Mickey's Steam Roller
- Autres titres[1] :
  - Allemagne : Mickys Dampfwalze
  - France : Le Rouleau-compresseur de Mickey
  - Suède : Musse Piggs ångvält
- Série : Mickey Mouse
- Réalisateur : David Hand
- Voix : Walt Disney (Mickey), Marcellite Garner (Minnie), Beatrice Hagen (Jojo), Jayne Shadduck (Michou)
- Producteur : Walt Disney, John Sutherland
- Distributeur : United Artists
- Date de sortie : 16 juin 1934[2]
- Format d'image : noir et blanc
- Musique : Bert Lewis
- Son : Mono
- Durée : 7 min
- Langue : (en)
- Pays :  États-Unis

## Voix françaises
- Jean-François Kopf : Mickey Mouse
- Marie-Charlotte Leclaire : Minnie Mouse

## Commentaires
Ce film présente pour la première fois au cinéma les neveux de Mickey, Jojo et Michou.